# (612658) 2003 TH58
(612658) 2003 TH58, também escrito como 2003 TH58, é um objeto transnetuniano que está localizado no Cinturão de Kuiper, uma região do Sistema Solar. Este corpo celeste é classificado como um plutino, pois, o mesmo está em uma ressonância orbital de 2:3 com o planeta Netuno. Ele possui uma magnitude absoluta de 7,1 e tem um diâmetro estimado com 133 quilômetros.

## Descoberta
(612658) 2003 TH58 foi descoberto no dia 25 de setembro de 2003.

## Órbita
A órbita de (612658) 2003 TH58 tem uma excentricidade de 0,093 e possui um semieixo maior de 39,493 UA. O seu periélio leva o mesmo a uma distância de 35,833 UA em relação ao Sol e seu afélio a 43,153 UA.